# Električna energija
Eléktrična energíja je energija, ki se kot električno delo prenaša z električnim tokom v tokokrogu in se kot pojem lahko nanaša na več tesno povezanih oblik energije:
- energija v električnem polju,
- potencialna energija električnega naboja,
- energija električnega toka.

Merilna enota nomenklature SI za električno energijo je džul (J), vendar se v fiziki uporablja tudi  elektronvolt (eV), za obračun tokovine v elektroenergetski mreži pa so ustaljene sestavljene enote vatna ura (Wh), npr. kilovatna ura (kWh) in megavatna ura (MWh).

## Splošno
Električna energija je med najbolj uporabnimi oblikami energije. V vsakdanji praksi vzpostavimo tokokrog za prejemanje električne energije tako, da napravo, ki porablja električno energijo, priključimo v vtičnico električne napeljave.
Električno omrežje, s katerim je povezana vtičnica, mora imeti dovolj virov električne energije, da pokrije vse trenutne zahteve po električni energiji. Viri električne energije so stroji, ki različne oblike prvotne energije (energija vodnega padca, goriv, jedrska energija) pretvorijo v energijo električnega toka. V javnih električnih mrežah so vir električne energije elektrarne različnih vrst in zmogljivosti.
Z električno energijo napajamo električne stroje, ki so vse bolj razširjeni pripomočki za življenje. Z električnimi stroji električno energijo pretvarjamo v mehansko delo skoraj brez izgub. Prav tako se brez ostanka v termičnih aparatih lahko pretvori v toploto. Električna energija je potrebna za nekatere kemijske in metalurške procese, na primer pridobivanje klora in aluminija. Električna energija je postala nepogrešljiva za razsvetljavo.
Električno energijo je z daljnovodi razmeroma gospodarno prenašati na razdaljah do nekaj sto kilometrov. Zaradi splošne uporabnosti električne energije je električno omrežje zelo razvejano.
Slaba stran električne energije je, da je neposredno ne moremo skladiščiti. Gre za prehodno obliko energije (delo!). Skladiščimo jo v obliki kemične energije v akumulatorjih, manj pogosto kot mehansko kinetično energijo (vztrajniki) in na druge načine. Problemi gospodarnosti naprav za skladiščenje električne energije so nizek izkoristek, visoka cena, teža. Kljub temu so akumulatorji pogost sestavni del električnih aparatov, zlasti prenosnih, in vozil.

## Metode generiranja električne energije
- Elektromagnetna indukcija, kjer električni generator (dinamo ali aternator) pretvori mehansko delo v električno, daleč najbolj pogost načina generiranje elektrika
- Statična elektrika, primer: triboelektrični pojav in strela
- Elektorkemična reakcija, kjer se kemična energija spremeni direktno v električno, primer baterije, akumulatorji in gorivne celice
- Fotovoltaika, transformacija svetlobe v električno energijo s pomočjo sončnih celic
- Termoelektrični pojav spremembna temperaturne razlike v električno energijo
- Piezoelektrični pojav[1]
- Jedrska transformacija npr. betavoltaika in emisije alfa delcev

## Moč
Električni tok s pretakanjem skozi snov proizvaja toplotni učinek oz. segreva tvarino, skozi katero se pretaka. Prav tako lahko ustvarja tudi magnetni, kemični ali mehanski učinek – ta učinek bo toliko močnejši, kolikor je večji zmnožek jakosti toka in napetosti, ki je ta tok pognal skozi tokokrog. Ta zmnožek se zato imenuje moč ali električni učinek toka. 
Veličino moči označujemo s P, enote moči pa se izražajo v vatih (krajšava W). Vat se mestoma imenuje tudi voltamper (VA), čeprav naziva glede na pomen nista povsem istovetna.
Moč 1 W proizvaja tok moči 1 A tedaj, ko je ustvarjena s pomočjo napetosti 1 V – oz. porabnik, ki je skozenj pod napetostjo 1 V pretekel tok jakosti 1 A, troši 1 W moči.
Iz tega izreka izhaja obrazec za izračun moči:
P = U · I,
- P = moč porabnika oz. električna energija, porabljena v 1 uri [W]
- U = napetost [V]
- I = jakost toka [A]

Vat (W) je majhna enota za moč, zato se navadno uporabljajo:
- kilovat: 1 kW = 1000 W
- megavat: 1 MW = 1000 kW = 1.000.000 W = 10⁶ W
- gigavat: 1 GW = 1000 MW = 1.000.000 kW = 1.000.000.000 W = 10⁹ W

Zelo majhne moči (elektronika) se merijo v milivatih:
- milivat: 1 mW = 1/1000 W = 10^–3 W

## Delo toka
Umevno je, če tok dalj časa deluje, bodo večji tudi skupni učinki njegovega delovanja oz. bo večja skupna količina porabljene električne energije. Ta se navadno izraža v kilovatnih urah (kWh), izračuna pa se z matematičnim obrazcem:
A = P · t,
- A = količina dela oz. energija [kWh]
- P = moč porabnika [kW]
- t = čas delovanja [h]

Mnogo manjša enota za energijo bi bila vatsekunda. Velja razmerje:
1 kWh = 1000 W ∙ 60 s ∙ 60 min = 3.600.000 Ws
Če moč izrazimo kot zmnožek toka in napetosti, dobimo:
A = U · I · t [kWh]
Moč je energija, porabljena v enoti časa.
ZGLED ZA IZRAČUN PORABE TOKOVINE
ZNESEK = P (stroja) [kW] · t (delovanja) [h] · urna postavka
- Porabnik je npr. električna pečica z močjo 2 kW. Če je pečica vključena eno uro, bo v tem času porabila 2 kWh energije. Znesek, ki ga bomo plačali, izračunamo tako, da kWh pomnožimo z veljavno ceno električne energije, če postavka za 1 kWh znaša npr. 0,05 €, bomo za delovanje pečice plačali 2 kWh ∙ 0,05 € = 0,10 €.
- Porabnik je npr. električna žarnica z močjo 30 W ali 0,03 kW, če je vklopljena eno uro in petnajst minut ali 1,25 h, bo v tem času porabila 0,03 kW ∙ 1,25 h = 0,0375 kWh oz. bomo za to delovanje žarnice plačali 0,0375 kWh ∙ 0,05 € = 0,002 €.

## Energetski viri
Električna energija je najprimernejša oblika energije za proizvodno in domačo porabo. Če zanemarimo male zalogovniške vire, kot so baterije in akumulatorji, energijo ustvarjamo s pretvarjanjem drugih vrst energije v tokovno energijo, in sicer v različnih vrstah elektroproizvodnih zmogljivosti:
Neobnovljivi viri:
- termska energija,
- jedrska energija,
- plinska elektrarna, ...

Obnovljivi viri:
- sončna energija,
- vetrna energija,
- biomasa, ...